# Astrobotic Technology
Astrobotic Technology est une entreprise américaine du domaine de l'astronautique fondée en 2007 à l'Université Carnegie-Mellon dans le but de remporter le Google Lunar X Prize. Après que ce dernier soit finalement annulé en 2018, l'entreprise poursuit son activité et développe une gamme d'atterrisseurs lunaires qui sont sélectionnés en 2019 par la NASA dans le cadre du programme Commercial Lunar Payload Services pour transporter à la surface de la Lune des instruments, des équipements ainsi que l'astromobile VIPER avant son annulation. Le siège de Astrobotic se situe à Pittsburgh en Pennsylvanie.

## Historique
Astrobotic est créée à Pittsburgh en 2007 par Red Whittaker, chercheur de l'Université Carnegie-Mellon spécialiste des robots, et plusieurs associés pour tenter de remporter le concours Google Lunar X Prize. Ce concours, créé en 2007, prévoyait de verser 20 millions de dollars américains à la première équipe capable d'envoyer avant une date donnée (initialement 2015 puis mars 2018) un robot sur la surface de la Lune à condition que celui-ci parcoure sur le sol lunaire au moins 500 mètres et qu'il transmette des vidéos et des images à haute résolution. L'objectif de ce concours était de stimuler le développement de l'activité spatiale en encourageant les solutions permettant d'abaisser les coûts de l'exploration du système solaire par des robots.
Astrobotic développe d'abord un premier atterrisseur Griffin monomoteur puis abandonne ce projet pour le Peregrine moins puissant. Pour sa conception, Astrobotic noue un partenariat avec la société européenne Airbus Defence and Space. Aucune équipe n'ayant atteint les objectifs en mars 2018 Google annonce officiellement que le concours Google Lunar X Prize s'est achevé sans vainqueur. Dès décembre 2016, Atrobotic Technology, au vu du planning de son projet s'était retiré de la compétition.
En parallèle, la société réalise différentes études pour l'agence spatiale américaine. En juillet 2008, la NASA finance une étude sur les "méthodes de déplacement des régolites", et l'année suivante, Astrobotic réalise une étude sur la prospection des ressources lunaires, débouchant sur un concept appelé Polar Excavator. En 2010, la NASA attribue à Astrobotic un contrat d'étude d'une valeur totale pouvant atteindre 30,1 millions de dollars US sur une période de cinq ans dans le cadre de son programme Innovative Lunar Demonstrations Data (ILDD). D'autres études sont menées sous contrat de la NASA sur l'exploration des tubes de lave et des grottes dans le cadre du programme NASA Institute for Advanced Concepts (NIAC) de la NASA. En 2011, Astrobotic travaille sur un dispositif destiné à tester la mobilité des rovers en gravité lunaire simulée dans le cadre du programme STTR (Small Business Technology Transfer Program).
Astrobotic Technology rachète Masten Space Systems en septembre 2022.

## Sélection dans le cadre du programme Artemis

### Renouveau des missions robotiques vers la Lune
L'agence spatiale américaine, la NASA, développe dans les années 2010 un programme dont l'objectif final est d'installer un avant-poste semi-permanent à la surface de la Lune occupé par des astronautes qui seront notamment chargés de mettre au point de nouvelles technologies permettant en cible de lancer une mission vers Mars. À l'initiative de l’exécutif américain, le planning des missions est accéléré en 2019 avec un objectif de première dépose d'un équipage dès 2024. L'ensemble du projet est baptisé programme Artemis. Avant de faire atterrir des hommes dans la région du pôle sud lunaire, la NASA veut lancer plusieurs missions robotiques ayant pour objectif d'effectuer une première reconnaissance. Ces missions doivent notamment étudier les caractéristiques de la glace d'eau présente, raison d'être de la sélection du pôle sud. Les autres objectifs sont l'étude de la géologie lunaire et de l'environnement pour préparer les premières missions avec équipage. Ces missions robotiques se poursuivront après le premier atterrissage d'un équipage sur le sol lunaire. En 2018, l'agence spatiale décide de confier la dépose de missions robotiques sur la surface lunaire à des sociétés privées dans le cadre d'un programme baptisé Commercial Lunar Payload Services à l'image de ce qui a été fait pour le ravitaillement et la relève des équipages de la Station spatiale internationale (programmes COTS et  CCDeV). L'objectif de cette démarche est de réduire les coûts de l'exploration de la Lune et d'accélérer les missions de retour d'échantillons et de prospection de ressources ainsi que de promouvoir l'innovation et la croissance des sociétés commerciales du secteur.

### Sélections de Peregrine et Griffin
Après avoir soumis un cahier des charges provisoire en septembre 2018, la NASA sélectionne en novembre 9 sociétés susceptibles de répondre à l'appel d'offres définitif qui a été lancé courant 2018. Le programme dispose d'un budget de 2,6 milliards US $ sur les dix prochaines années. Les sociétés pré-sélectionnées comprennent notamment la société Astrobotic Technology qui propose son atterrisseur Peregrine. En juin 2019, l'agence spatiale attribue le développement d'un atterrisseur lunaire à trois sociétés : Astrobotic Technology, Intuitive Machines et OrbitBeyond (en). Celles-ci vont recevoir 250 millions US$.
En juin 2020, Astrobotic reçoit 199,5 millions de dollars pour développer son atterrisseur Griffin dans le but de déposer au pôle sud lunaire le rover VIPER fin 2024.

## Vols planifiés
La première mission Peregrine Mission One, initialement prévue pour fin 2021, a été planifiée au 1er trimestre 2023 et a finalement été lancée le 8 janvier 2024. Elle transporte 28 charges utiles distinctes dont 14 de la NASA qu'elle doit déposer à la surface de la Lune dans une région située près des dômes de Gruithuisen au nord-est de l'Océan des Tempêtes. La mission a été attribuée par la NASA en mai 2019 dans le cadre d'un contrat de 79,5 M. US$.

## Atterrisseurs lunaires

### Peregrine
Peregrine est un atterrisseur développé initialement pour le Google Lunar X Prize. D'une masse de 1,3 tonnes, il peut déposer à la surface de la Lune à terme une charge utile comprise entre 90 et 100 kg aux latitudes moyennes ou polaires. Il est conçu pour être placé en orbite par un lanceur Vulcan. Sa durée de vie est une journée lunaire aux latitudes non polaires mais peut être supérieure aux latitudes polaires si le site d'atterrissage est éclairé pendant tout ou partie de la nuit polaire (un pic de lumière éternelle).

### Griffin
Griffin est un atterrisseur de 6 tonnes au lancement utilisant une propulsion brûlant des ergols hypergoliques, pouvant amener à la surface de la Lune une ou plusieurs charges utiles ayant une masse totale de 625 kg. Il est conçu pour être placé en orbite par un lanceur Falcon Heavy.

### Documentation
- (en) Astrobotic Technology, Astrobotic Lunar Landers - Payload user's guide, 2021, 56 p. (lire en ligne)  — Manuel à destination des utilisateurs de l'atterrisseur (fournisseurs des charges utiles).